# Kasper Lorentzen
Kasper Wellemberg Lorentzen (Hvidovre, 19 november 1985) is een voormalig profvoetballer uit Denemarken, die bij voorkeur als middenvelder speelde.

## Clubcarrière
Hij brak vanaf 2005 door bij Brøndby IF waarmee hij dat jaar landskampioen werd en de beker won. Ook in 2008 won hij met zijn club de beker. In 2009 ging hij naar Randers FC. Hij speelde vanaf 2012, eerst een jaar op huurbasis, voor de FC Nordsjælland. Met die club won hij de Deense landstitel in datzelfde jaar. In 2015 beëindigde hij zijn loopbaan.

## Interlandcarrière
Lorentzen speelde voor diverse Deense jeugdselecties, alvorens hij onder leiding van bondscoach Morten Olsen debuteerde voor het Deens voetbalelftal. Dat gebeurde op 11 augustus 2010, toen de Deense nationale ploeg met 2-2 gelijkspeelde tegen Duitsland in een vriendschappelijke wedstrijd. Andere debutanten in dat duel namens Denemarken waren Johnny Thomsen (Sønderjysk), Mike Jensen (Brøndby IF) en Nicklas Pedersen (FC Groningen).

## Erelijst
Brøndby IF
- Deens landskampioen

2005
- Deense beker

2005, 2008
 FC Nordsjælland
- Deens landskampioen

2012